# Chiesa di San Casto
La chiesa di San Casto (in francese: église Saint-Cast) è la principale chiesa di Saint-Cast-le-Guildo in Bretagna. È dedicata a san Casto (sanctus Castus), monaco irlandese vissuto nel VI secolo, discepolo di san Giacuto, venuto a evangelizzare la Bretagna armoricana.

## Storia
La chiesa venne eretta tra il 1897 e il 1899, benedetta nel 1899 ed infine consacrata il 21 agosto 1932, andando così a rimpiazzare un'antica chiesa troppo piccola e ormai fatiscente che all'epoca dipendeva dai monaci dell'abbazia di Saint-Jacut. La nuova costruzione venne progettata dall'architetto Ernest Le Guerranic (1831-1915).

## Descrizione
La chiesa, di chiara matrice neogotica, presenta una pianta a croce latina ed è composta da una navata a cinque travate. Un'alta guglia s'innalza al di sopra del campanile.
All'interno si trovano una particolare acquasantiera del XVI secolo e delle statue di san Clemente e di san Cado risalenti al XVII secolo. La grande vetrata, situata nel braccio settentrionale del transetto, che evoca la battaglia di Saint-Cast, è invece del 1920: essa ritrae il duca d'Aiguillon intento a dialogare col marchese di Broc sotto la protezione della Vergine, scortata da degli angeli. L'organo, risalente al 1850, è stato restaurato nel 1999.

## Galleria d'immagini

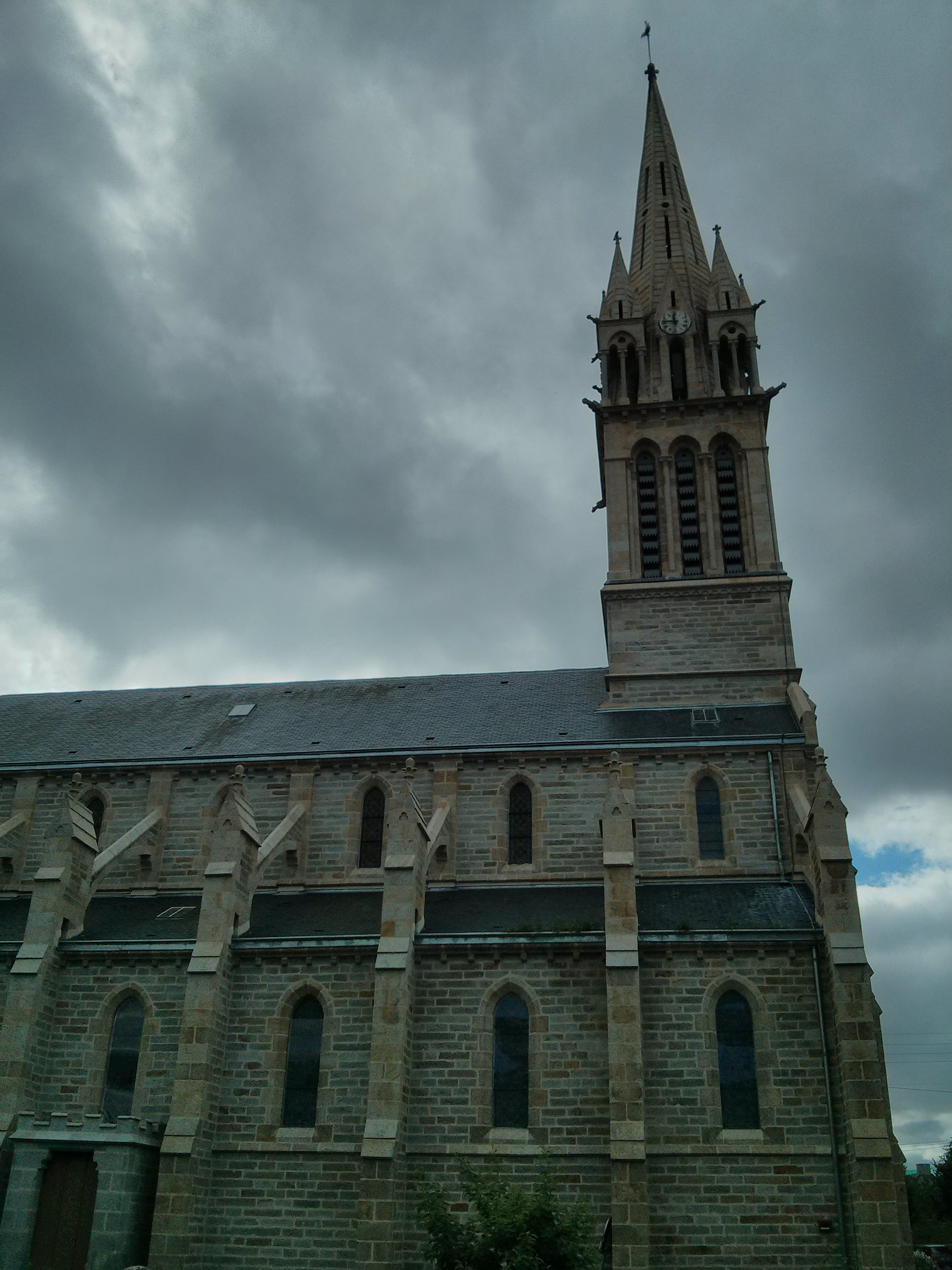
Prospetto nord
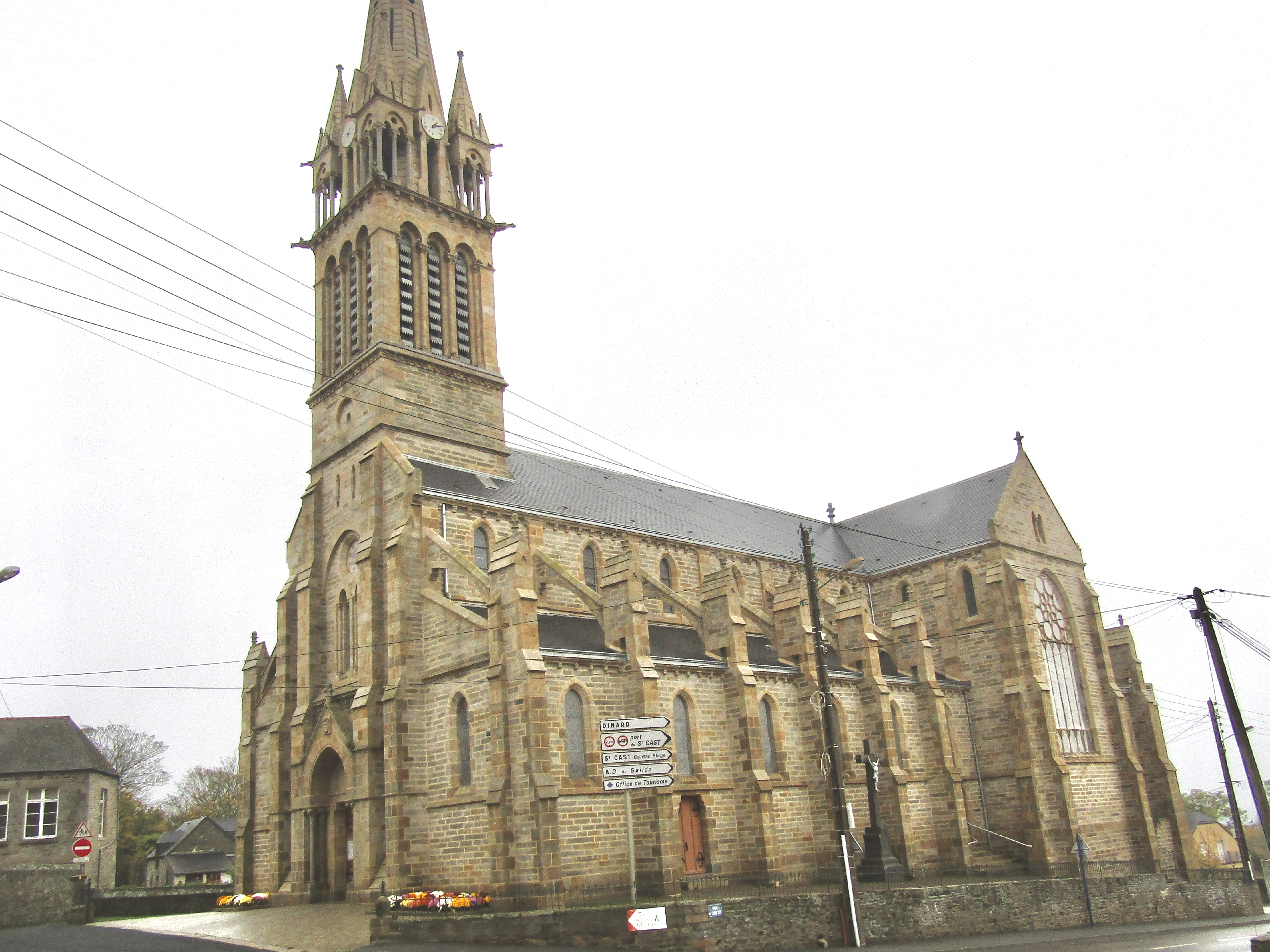
Veduta d'insieme
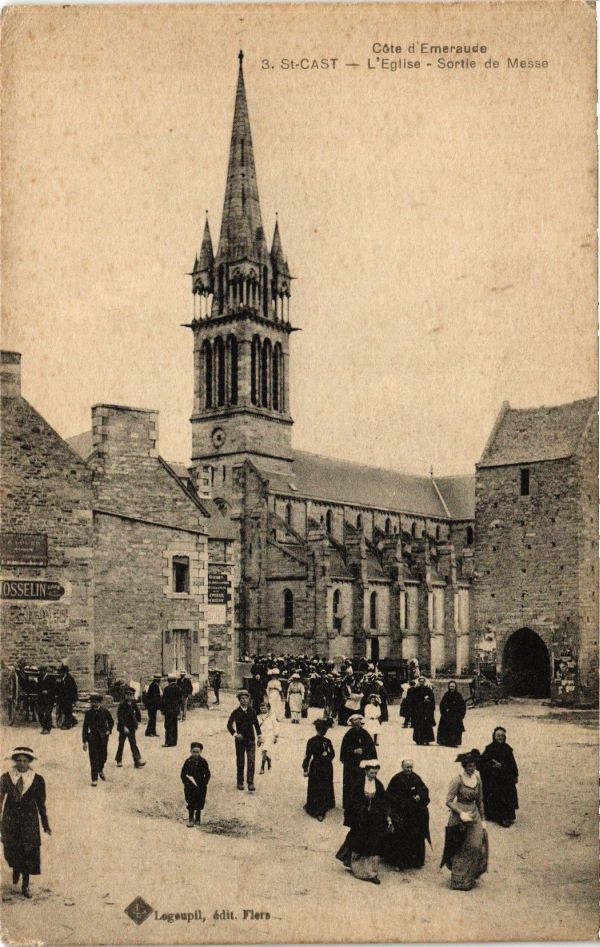
Uscita dalla messa (1910)
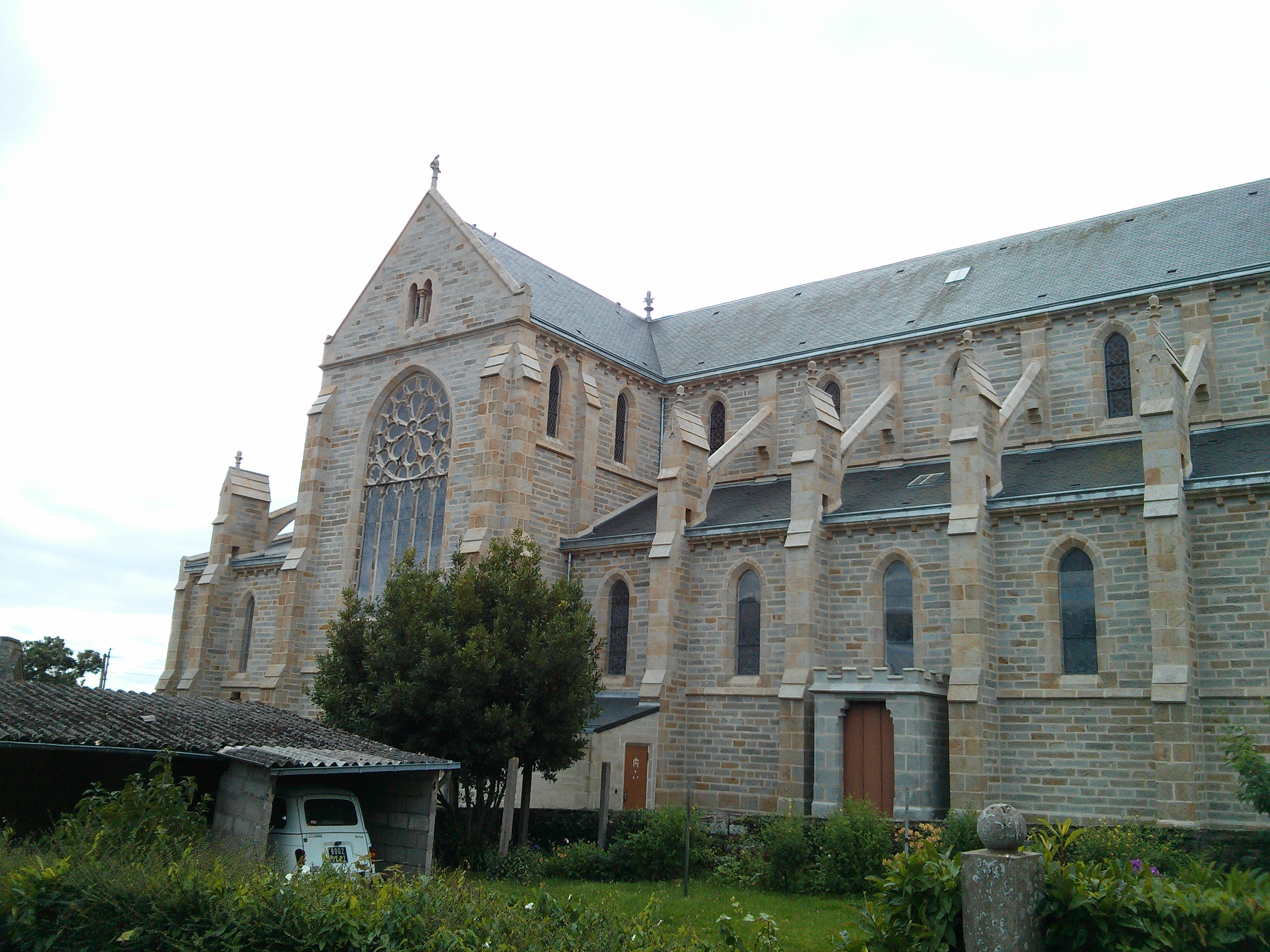
Vista laterale